# Guido Postiglione
Guido Postiglione fue un deportista italiano que compitió en vela en la clase Star. Ganó una medalla de oro en el Campeonato Europeo de Star de 1935.

## Palmarés internacional
| Campeonato Europeo | Campeonato Europeo | Campeonato Europeo | Campeonato Europeo |
| Año                | Lugar              | Medalla            | Clase              |
| ------------------ | ------------------ | ------------------ | ------------------ |
| 1935               | Nápoles (Italia)   | Medalla de oro     | Star               |